# راف (خواننده)
راف (به انگلیسی: Raf) (زاده ۲۹ سپتامبر ۱۹۵۹) خواننده ایتالیایی است.
معروفترین ترانه او کنترل نفس است.
او همراه با اومبرتو توزی نماینده ایتالیا در مسابقه آواز یوروویژن ۱۹۸۷ بود.